# Bendern
Bendern är en ort i Liechtenstein. Den ligger i kommunen Gamprin, i den norra delen av landet, 8 km norr om huvudstaden Vaduz. Bendern ligger 446 meter över havet. 